# Phare Les Hanois
Le phare Les Hanois est un phare qui s'élève au large de la côte occidentale de l'île de Guernesey, une des îles Anglo-Normandes. 

## Présentation

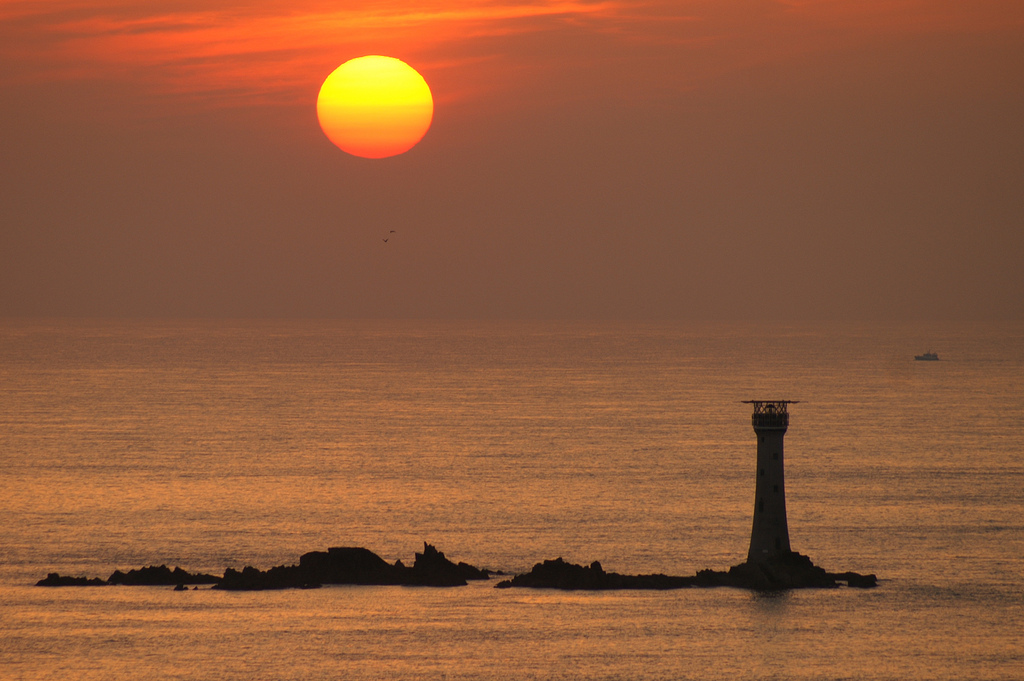
Coucher de soleil sur le phare.

Le phare Les Hanois est un phare qui s'élève, dans l'archipel Les Hanois, sur un des rochers dénommé Le Biseau ou Le Bisé, faisant partie des îlots des Hanois ou des Hanoveaux qui émergent au large de la côte occidentale de Guernesey. Ce groupe d'îlots (Le Biseau, Le Bisé, Le Grand Hanois, Le Petit Hanois, La Percée, Rond Rocque et La Grosse Rocque) dépendent du territoire de Pleinmont-Torteval situé dans la paroisse de Torteval. 
Le phare a été construit entre 1860 et 1862 et mis en service cette année-là par les services de la Trinity House. Le phare a été construit en granit des Cornouailles plutôt qu'en pierre de Guernesey. Les ouvriers et maçons furent logés au château du Rocquaine. La tour en granit conique, peinte en blanc, est remarquable du point de vue de l'ingénierie de phare, car il était le premier à être construit avec toutes les pierres en queue d'aronde, qui est un type de liaison mécanique entre deux pièces, à la fois latéralement et verticalement, ce qui rend la construction d'une seule masse solide. Le mortier du ciment mis dans les joints des pierres a verrouillé les queues d'aronde afin que les pierres ne puissent plus être séparées sans être cassées. Cette méthode, utilisée pour la première fois au phare Les Hanois, est devenu le modèle adopté pour les phares ultérieurs construits sur les îlots.
En 1979, un héliport fut aménagé au sommet du phare à 33 mètres de hauteur. Son signal lumineux est visible jusqu'à 37 kilomètres.

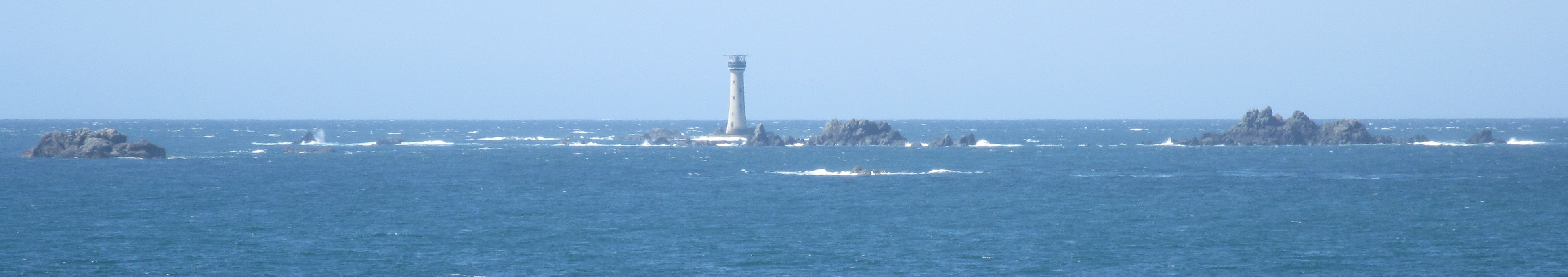
Vue panoramique du phare Les Hanois à Guernesey.